# Volvariella surrecta
Volvariella surrecta (John Leonard Knapp, 1829 ex Rolf Singer, 1951) este o specie de ciuperci necomestibile din încrengătura Basidiomycota în familia Pluteaceae și de genul Volvariella, denumită în popor opincuță renăscută. Ea crește în grupuri mici sau solitară pe corpurile fructifere de alte ciuperci pe care le parazitează, în special pe sorții de genul Clitocybe (aici în primul rând pe Clitocybe nebularis) și mai rar pe cei de Tricholoma precum pe soiul Melanoleuca brevipes. Timpul apariției este sfârșitul verii și toamna, din (august) septembrie până în noiembrie (decembrie), atunci când se dezvoltă gazdele lor.

## Taxonomie
Specia a fost descrisă pentru prima dată ca Agaricus surrectus de botanistul și naturalistul englez mai puțin cunoscut John Leonard Knapp (1767-1845) în jurnalul științific Journal of a Naturalist din 1829 și transferată corect la genul Volvariella sub păstrarea epitetului de către micologul german Rolf Singer, de verificat în volumul 22 al jurnalul micologic argentinian Liloa din 1951.
Toate celelalte încercări de redenumire nu au fost folosite niciodată în literatură și astfel pot fi neglijate.

## Descriere
Această specie are un velum universale (văl universal), o membrană subțire care o învelește la începutul evoluției ei, extinzându-se de la vârful pălăriei la capătul inferior al piciorului. Scurt timp mai târziu, membranele se rup, lăsând nu rar urme de fulgi pe pălărie și o rămășiță în formă de săculeț la bază, numită volva (vagin).
- Pălăria: are un diametru de 2-6 (8) cm, este destul de cărnoasă și fermă, amenajată central peste picior, pălărie și picior fiind ușor separabili. La început este ovoidală, pentru ca apoi să se deschidă într-o formă convexă, ca de clopot, devenind la sfârșitul perioadei de evoluție mai mult sau mai puțin aplatizată. Prezentă nu rar un mic gurgui central. Cuticula este uscată, ceva mai lungă decât pălăria, radial fibroasă și mătăsos păroasă. Coloritul, pentru timp lung alb sau alb-cenușiu cu nuanțe de roz, se decolorează la bătrânețe în gălbui până ocru-maroniu, începând în mijloc.
- Lamelele: sunt aglomerate, intercalate, libere (fără contact cu picior), bulboase, fiind inițial de culoare albă, la maturitate cu nuanțe de roz și la bătrânețe se vor colora într-un roz-somon.
- Piciorul: are o lungime de 4-8 cm și o lățime de 0,6-1,2 cm, fiind cilindric, destul de tare și fibros, cu baza ușor îngroșată. Nu prezintă un inel (pentru că nu posedă un văl parțial) sau un bulb veritabil, dar la bază se află o volvă pieloasă, foarte înaltă și de 2-3 ori lobată (rest al vălului universal) care înfășură tija. Coloritul este în tinerețe precum și la bătrânețe ca cel al pălăriei.
- Carnea: este albă, fibroasă, mai fermă în tinerețe, apoi mai moale, cu un miros și gust imperceptibil.
- Caracteristici microscopice: are spori foarte mici, netezi, ovoizi până slab elipsoidali, cu pereți groși și cu o picătură de ulei în centru, având o mărime de 5,4-7,6 x 3,4-4,9 microni. Pulberea lor este de un roșu de carne. Basidiile care poartă 4 spori măsoară 20-30 x 5-10 microni, fiind îngroșate pe una din părți. Cistidele de 16 x 90 x 15-25 microni sunt mai umflate central și cu margini ce se subțiază, adică în formă de sticlă.
- Reacții chimice: nu sunt cunoscute.[3][4][5]

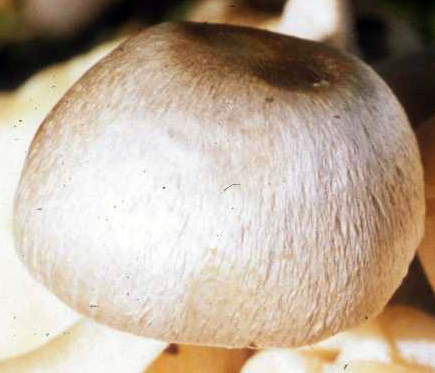
V. surrecta, pălărie
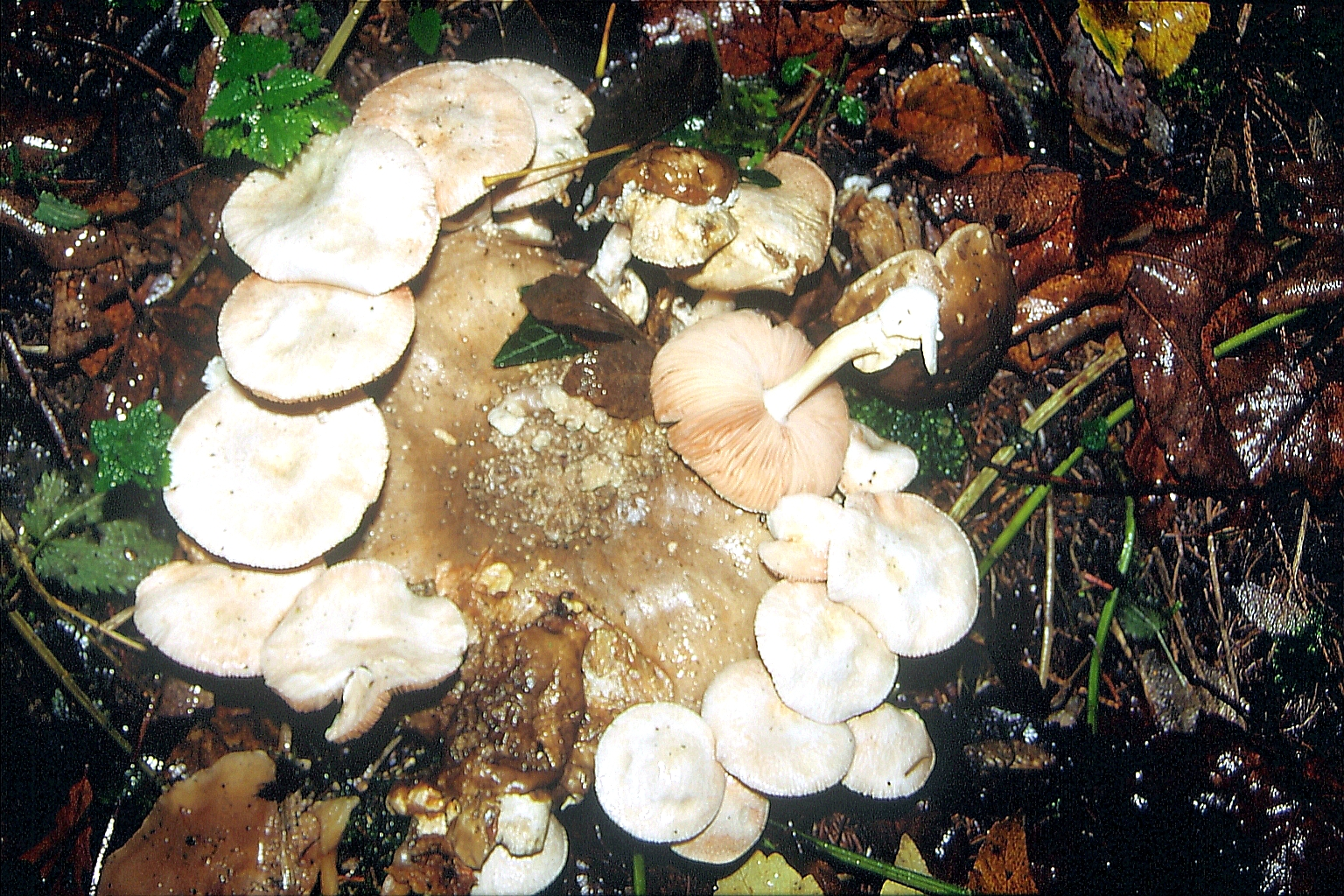
V. surrecta, lamele și picior
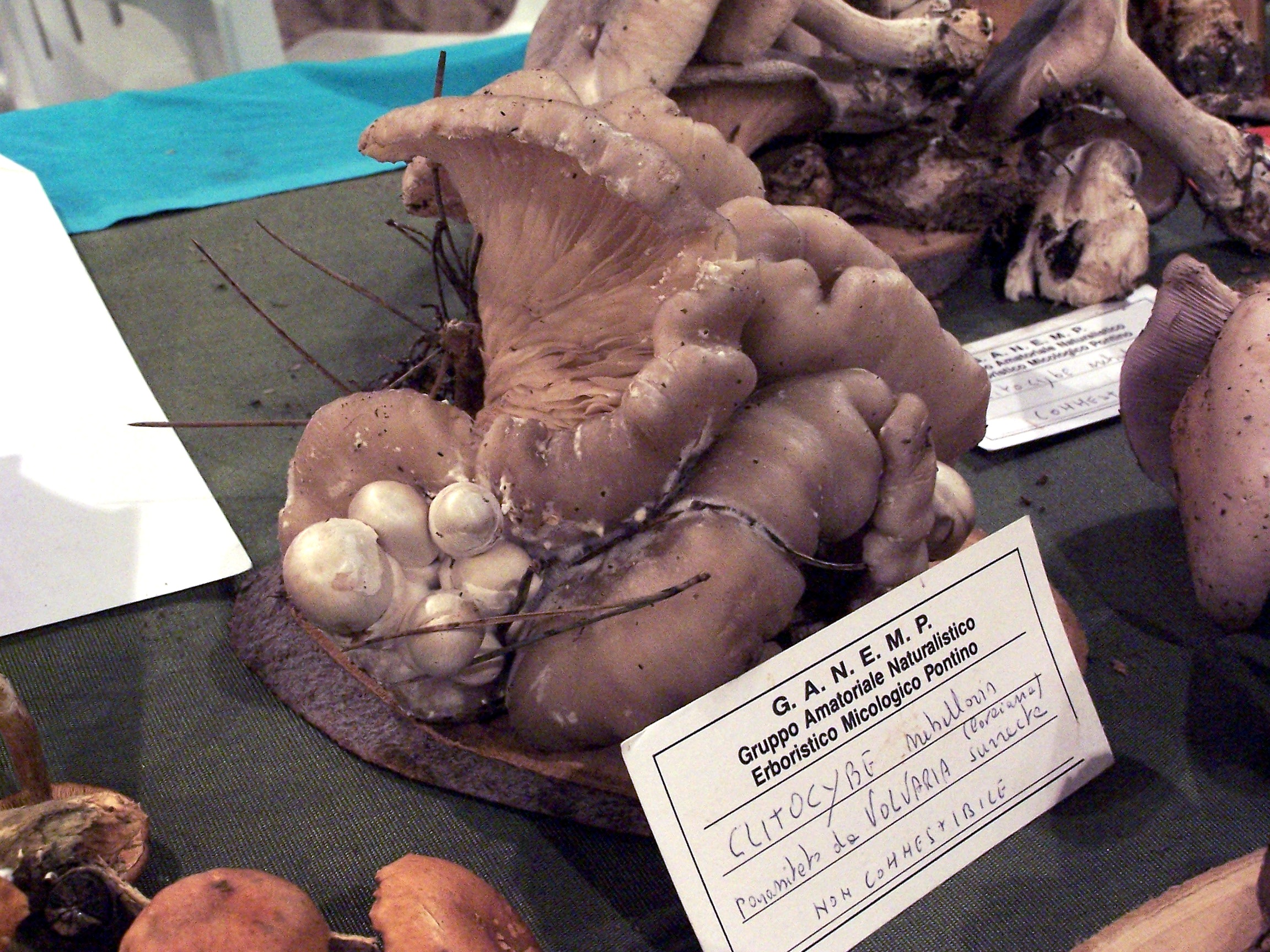
C. nebularis parazitat de V. surrecta tinere
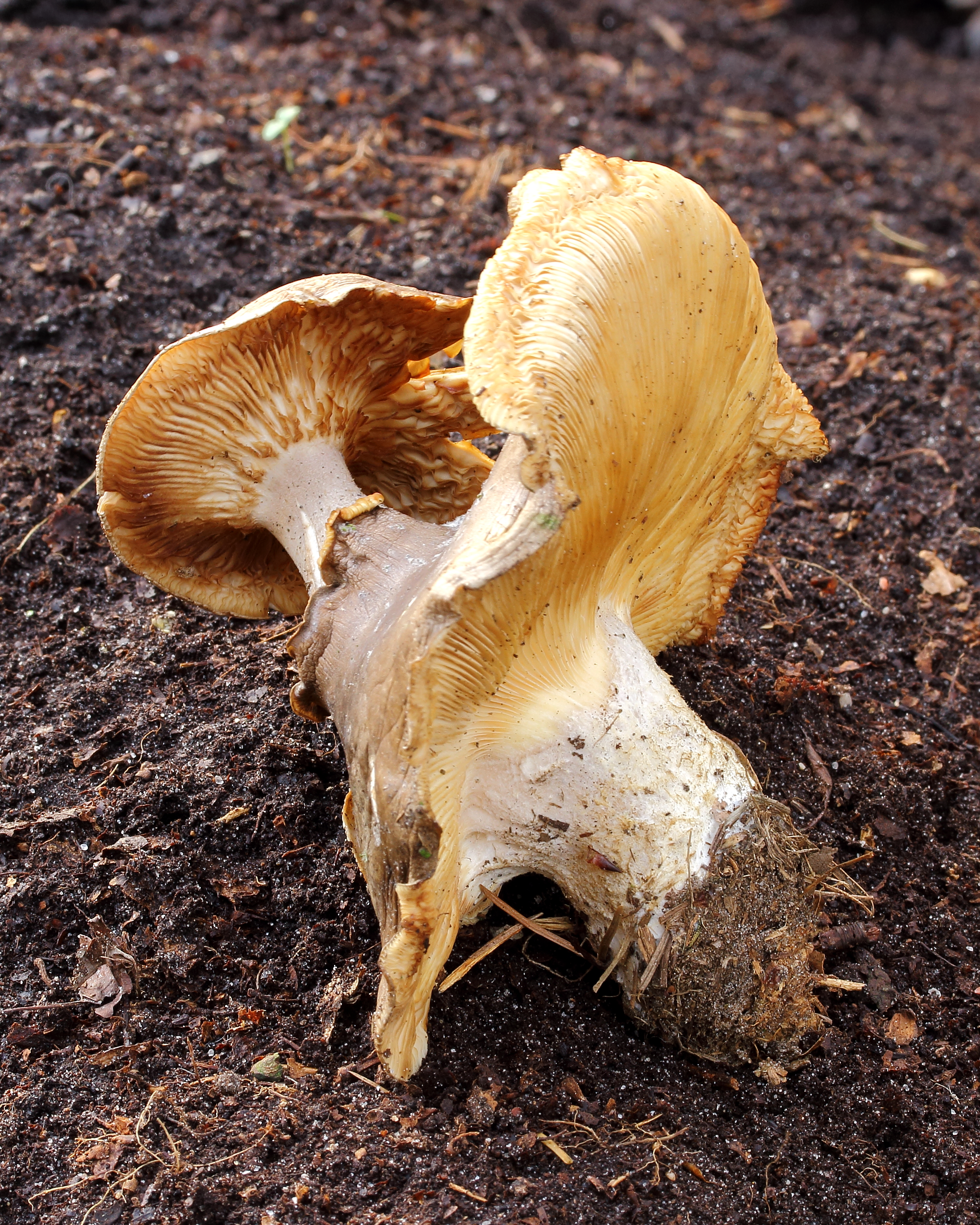
V. bombycina ca saprofit

## Confuzii
Dacă se tine cont de locul dezvoltării a acestei ciuperci, ea nu poate fi confundată cu nici o altă specie.

## Valorificare
Deși neotrăvitoare nu este de interes culinar, fie din caza cărnii, fie din cauza lipsei de gust și miros, fie din cauza locului de apariție. Jurnalul micologic german Der Tintling scrie, că ar fi un „burete de război”, ce înseamnă, că va fi ingerat doar pe timpuri grele.